# Little Green Cars
Die Little Green Cars sind eine irische Folkrock-Band aus Dublin.

## Biografie
Die Little Green Cars wurden 2007 als Teenagerband von Adam O’Regan, Stephen Appleby und Faye O’Rourke gegründet. Die Mitglieder waren damals alle um die 15 Jahre alt und verstärkten sich mit Donagh O’Leary, Dylan Lynch und dem in Indien geborenen Pianisten und Keyboarder Utsav Lal, der die Band aber wieder verließ. Nach dem Schulabschluss beschlossen sie, gemeinsam im Musikgeschäft zu starten. Sie machten sich schnell einen Namen, absolvierten größere Auftritte und veröffentlichten in Eigenproduktion zwei EPs mit insgesamt sieben Titeln.
Ihre Auftritte brachten sie über Irland hinaus auch nach London, wo einer der Labelgründer von Young and Lost Club auf sie aufmerksam wurde. 2011 erschien daraufhin der Song The John Wayne, der ihnen weitere Bekanntheit einbrachte. Im Jahr darauf wurde die Band in England von Island Records und vom US-Label Glassnote Records unter Vertrag genommen. Die Single wurde erneut herausgebracht und konnte sich diesmal in den irischen Charts platzieren. Gleichzeitig wurde mit Markus Dravs, unter anderem Produzent für Mumford & Sons und Coldplay, das Debütalbum Absolute Zero aufgenommen. Außerdem absolvierten sie erstmals auch mehrere Auftritte in Nordamerika. Bei der Sound-of-Umfrage der BBC kamen sie auf die Nominierungsliste für die kommenden Musiker des Jahres 2013. Vor der Veröffentlichung des Albums gingen sie mit Jake Bugg auf Englandtour und sie wurden für eine größere Tour durch Nordamerika gebucht, unter anderem für das SXSW-Festival.

## Mitglieder
- Stevie Appleby, Sänger, Gitarrist
- Faye O’Rourke, Sängerin, Gitarristin
- Donagh Seaver O’Leary, Bassist
- Adam O’Regan, Gitarrist
- Dylan Lynch, Schlagzeuger

ehemaliges Mitglied
- Utsav Lal, Keyboarder

## Diskografie
Alben
- Volume I (EP, 2008)
- Volume II (EP, 2009)
- Absolute Zero (2013)
- Ephemera (2016)

Lieder
- The John Wayne (2011/12)

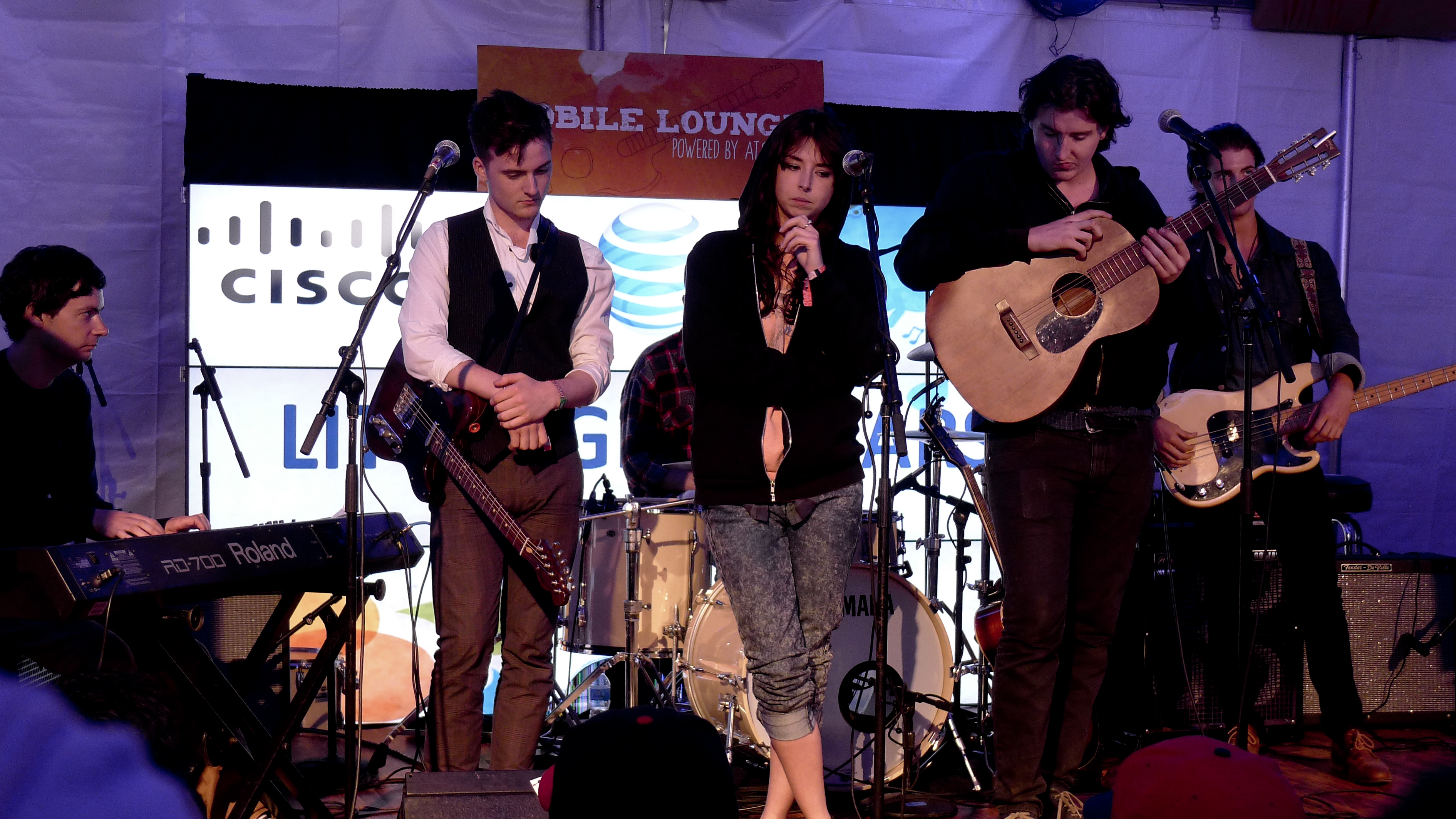
Little Green Cars (2013)

- My Love Took Me Down to the River to Silence Me (2013)